# Campeonato de Primera D 2003-04
El Campeonato de Primera D 2003-04 fue la quincuagésima cuarta edición del torneo. Se disputó desde el 30 de agosto de 2003 y el 12 de junio de 2004.
Los nuevos participantes fueron: Muñiz, que volvió de la desafiliación y el descendido de la Primera C, Berazategui. El torneo fue disputado por 18 equipos, que se dividieron en dos zonas: Norte y Sur.
El campeón fue Barracas Bolívar, equipo que había modificado su denominación original antes del comienzo de la temporada, al vencer en la final a Fénix, que luego perdió la promoción ante Ituzaingó y no logró subir de categoría. 
Asimismo, el torneo determinó el la desafiliación por una temporada de Atlas.

## Ascensos y descensos
| Promedio | Desafiliado de la Primera D 2002-03 |
| -------- | ----------------------------------- |
| 18.º     | Deportivo Paraguayo                 |

| Reafiliado |
| ---------- |
| Muñiz      |

| Posición | Ascendido a la Primera C 2003-04 |
| -------- | -------------------------------- |
| Campeón  | Sacachispas                      |

| Promedio | Descendido de la Primera C 2002-03 |
| -------- | ---------------------------------- |
| 18.º     | Berazategui                        |

## Equipos
| Equipo              | Ciudad            | Estadio                   | Capacidad |
| ------------------- | ----------------- | ------------------------- | --------- |
| Atlas               | General Rodríguez | Ricardo Puga              | 2500      |
| Barracas Bolívar    | Bolívar           | Municipal de Bolívar      | 4000      |
| Berazategui         | Berazategui       | Norman Lee                | 5500      |
| Central Ballester   | José León Suárez  | No posee                  | -         |
| Centro Español      | Haedo             | Monumental de Villa Lynch | 1000      |
| Claypole            | Claypole          | Rodolfo Vicente Capocasa  | 1000      |
| Defensores Unidos   | Zárate            | Gigante de Villa Fox      | 6000      |
| Deportivo Riestra   | Buenos Aires      | Guillermo Laza            | 3000      |
| Fénix               | Pilar             | Ricardo Puga              | 2500      |
| Ferrocarril Urquiza | Villa Lynch       | Monumental de Villa Lynch | 1000      |
| Juventud Unida      | San Miguel        | Néstor Bedgni             | 3200      |
| Leandro N. Alem     | General Rodríguez | Leandro N. Alem           | 4000      |
| Lugano              | Tapiales          | José María Moraños        | 1500      |
| Midland             | Libertad          | Ciudad de Libertad        | 7000      |
| Muñiz               | Muñiz             | Néstor Bedgni             | 3200      |
| Puerto Nuevo        | Campana           | Rubén Carlos Vallejos     | 500       |
| Victoriano Arenas   | Valentín Alsina   | Saturnino Moure           | 1500      |
| Yupanqui            | Buenos Aires      | Guillermo Laza            | 3000      |

### Distribución geográfica de los equipos
| Región                                   | Cant. | Equipos |
| ---------------------------------------- | ----- | --- |
| Conurbano bonaerense                     | 11    | Berazategui, Central Ballester, Centro Español, Claypole, Fénix, Ferrocarril Urquiza, Juventud Unida, Lugano, Midland, Muñiz y Victoriano Arenas |
| Ciudad de Buenos Aires                   | 2     | Deportivo Riestra y Yupanqui |
| Interior de la provincia de Buenos Aires | 5     | Atlas, Barracas Bolívar, Defensores Unidos, Leandro N. Alem y Puerto Nuevo                                                                       |

## Formato

### Competición
El torneo se dividió en dos zonas: Norte y Sur. Cada una jugaba cuatro partidos por fecha al que se añadía un partido interzonal entre los equipos que quedaban sin rival en su grupo. Ambas zonas disputaron 3 rondas todos contra todos con localías similares en la primera y la tercera ronda y con las localías invertidas en la segunda dando un total de 27 fechas.

### Ascensos
Los cuatro primeros de cada zona jugaron un octogonal cuyo ganador ascendió directamente a la Primera C, mientras que el perdedor disputó la promoción contra un equipo de dicha categoría en busca del segundo ascenso

### Descensos
Al final de la temporada, el equipo con el peor promedio fue suspendido en su afiliación por un año.

## Zona Norte

### Tabla de posiciones final
|  |    | Equipo            | Pts | PJ | G  | E  | P  | GF | GC | Dif |
|  | -- | ----------------- | --- | -- | -- | -- | -- | -- | -- | --- |
|  | 1. | Leandro N. Alem   | 56  | 27 | 16 | 8  | 3  | 49 | 23 | 26  |
|  | 2. | Defensores Unidos | 45  | 27 | 13 | 6  | 8  | 40 | 32 | 8   |
|  | 3. | Fénix             | 39  | 27 | 10 | 9  | 8  | 50 | 36 | 14  |
|  | 4. | Puerto Nuevo      | 38  | 27 | 9  | 11 | 7  | 40 | 32 | 8   |
|  | 5. | Midland           | 37  | 27 | 11 | 4  | 12 | 35 | 42 | -7  |
|  | 6. | Central Ballester | 33  | 27 | 8  | 9  | 10 | 39 | 38 | 1   |
|  | 7. | Juventud Unida    | 29  | 27 | 6  | 11 | 10 | 31 | 46 | -15 |
|  | 8. | Muñiz             | 25  | 27 | 6  | 7  | 14 | 22 | 37 | -15 |
|  | 9. | Atlas             | 20  | 27 | 4  | 8  | 14 | 37 | 58 | -21 |

|  |                                                  |
|  | Clasificados al octogonal por el ascenso directo |

## Zona Sur

### Tabla de posiciones final
|  |    | Equipo              | Pts | PJ | G  | E  | P  | GF | GC | Dif |
|  | -- | ------------------- | --- | -- | -- | -- | -- | -- | -- | --- |
|  | 1. | Berazategui         | 56  | 27 | 16 | 8  | 3  | 62 | 27 | 35  |
|  | 2. | Victoriano Arenas   | 48  | 27 | 13 | 9  | 5  | 33 | 22 | 11  |
|  | 3. | Yupanqui            | 46  | 27 | 12 | 10 | 5  | 40 | 29 | 11  |
|  | 4. | Barracas Bolívar    | 42  | 27 | 11 | 9  | 7  | 40 | 32 | 8   |
|  | 5. | Lugano              | 37  | 27 | 11 | 4  | 12 | 32 | 41 | -9  |
|  | 6. | Deportivo Riestra   | 30  | 27 | 6  | 12 | 9  | 34 | 41 | -7  |
|  | 7. | Ferrocarril Urquiza | 28  | 27 | 8  | 4  | 15 | 40 | 52 | -12 |
|  | 8. | Centro Español      | 23  | 27 | 5  | 8  | 14 | 19 | 42 | -23 |
|  | 9. | Claypole            | 20  | 27 | 5  | 8  | 14 | 32 | 45 | -13 |

|  |                                                  |
|  | Clasificados al octogonal por el ascenso directo |

## Torneo octogonal por el título
|  | Cuartos de final        | Cuartos de final        | Cuartos de final        |   |                   | Semifinales              | Semifinales              | Semifinales              |  |  | Final                     | Final                     | Final                     |
|  | 8 de mayo al 15 de mayo | 8 de mayo al 15 de mayo | 8 de mayo al 15 de mayo |   |                   | 22 de mayo al 30 de mayo | 22 de mayo al 30 de mayo | 22 de mayo al 30 de mayo |  |  | 5 de junio al 12 de junio | 5 de junio al 12 de junio | 5 de junio al 12 de junio |
|  |                         |                         |                         |   |                   |                          |                          |                          |  |  |                           |                           |                           |
|  | Victoriano Arenas       | 0                       | 0                       |   |                   |                          |                          |                          |  |  |                           |                           |                           |
|  | Fénix                   | 0                       | 2                       |   |                   |                          |                          |                          |  |  |                           |                           |                           |
|  | Fénix                   | 0                       | 2                       |   | Fénix             | 0                        | 1                        |                          |  |  |                           |                           |                           |
|  |                         |                         |                         |   | Fénix             | 0                        | 1                        |                          |  |  |                           |                           |                           |
|  |                         | Puerto Nuevo            | 0                       | 0 |                   |                          |                          |                          |  |  |                           |                           |                           |
|  | Berazategui             | Puerto Nuevo            | 0                       | 0 | 1                 | 1 (1)                    |                          |                          |  |  |                           |                           |                           |
|  | Berazategui             |                         |                         |   | 1                 | 1 (1)                    |                          |                          |  |  |                           |                           |                           |
|  | Puerto Nuevo            | 1                       | 1 (3)                   |   |                   |                          |                          |                          |  |  |                           |                           |                           |
|  |                         |                         |                         |   |                   |                          |                          |                          |  |  | Fénix                     | 2                         | 3                         |
|  |                         |                         | Barracas Bolívar        | 2 | 4                 |                          |                          |                          |  |  |                           |                           |                           |
|  | Defensores Unidos       | 1                       | 0 (3)                   |   |                   |                          |                          |                          |  |  |                           |                           |                           |
|  | Yupanqui                | 0                       | 1 (1)                   |   |                   |                          |                          |                          |  |  |                           |                           |                           |
|  | Yupanqui                | 0                       | 1 (1)                   |   | Defensores Unidos | 0                        | 1                        |                          |  |  |                           |                           |                           |
|  |                         |                         |                         |   | Defensores Unidos | 0                        | 1                        |                          |  |  |                           |                           |                           |
|  |                         | Barracas Bolívar        | 1                       | 1 |                   |                          |                          |                          |  |  |                           |                           |                           |
|  | Leandro N. Alem         | Barracas Bolívar        | 1                       | 1 | 1                 | 1                        |                          |                          |  |  |                           |                           |                           |
|  | Leandro N. Alem         |                         |                         |   | 1                 | 1                        |                          |                          |  |  |                           |                           |                           |
|  | Barracas Bolívar        | 3                       | 0                       |   |                   |                          |                          |                          |  |  |                           |                           |                           |

## Promoción con la Primera C
Esta promoción se definió entre Ituzaingó, penúltimo del promedio de la Primera C y Fénix perdedor de la final del octogonal por el primer ascenso de la Primera D. Fue disputada en partidos de ida y vuelta. Fénix hizo de local en el primer partido de la llave, mientras que Ituzaingó jugó de local en el partido de vuelta de la llave.
| Fénix                                                                                                | 1 - 0 | Ituzaingó | Municipal de Pilar | 19 de junio |
| Ituzaingó                                                                                            | 1 - 0 | Fénix     | Carlos Sacaan      | 28 de junio |
| Global: 1 - 1. Ituzaingó mantuvo la categoría por ventaja deportiva. Fénix continúa en la Primera D. |       |           |                    |             |

## Tabla de descenso
| Pos | Equipo              | PJ | 2001-02 | 2002-03 | 2003-04 | Pts | Promedio |
| 1º  | Berazategui         | 27 | -       | -       | 56      | 56  | 2,074    |
| 2º  | Defensores Unidos   | 86 | 58      | 53      | 45      | 156 | 1,814    |
| 3º  | Victoriano Arenas   | 86 | 49      | 46      | 48      | 143 | 1,663    |
| 4º  | Fénix               | 86 | 63      | 38      | 39      | 140 | 1,628    |
| 5º  | Atlético Lugano     | 86 | 57      | 39      | 37      | 133 | 1,547    |
| 6º  | Puerto Nuevo        | 86 | 53      | 41      | 38      | 132 | 1,535    |
| 7º  | Leandro N. Alem     | 86 | 33      | 38      | 56      | 127 | 1,477    |
| 8º  | Yupanqui            | 86 | 24      | 57      | 46      | 127 | 1,477    |
| 9º  | Central Ballester   | 86 | 48      | 36      | 33      | 117 | 1,360    |
| 10º | Juventud Unida      | 86 | 42      | 46      | 29      | 117 | 1,360    |
| 11º | Midland             | 54 | -       | 32      | 37      | 69  | 1,278    |
| 12º | Deportivo Riestra   | 54 | -       | 28      | 27      | 55  | 1,019    |
| 13º | Barracas Bolívar    | 86 | 34      | 16      | 42      | 92  | 1,070    |
| 14º | Ferrocarril Urquiza | 86 | 20      | 42      | 28      | 90  | 1,047    |
| 15º | Centro Español      | 86 | 45      | 12      | 23      | 80  | 0,930    |
| 16º | Muñiz               | 27 | -       | -       | 25      | 25  | 0,926    |
| 17º | Claypole            | 86 | 30      | 28      | 20      | 78  | 0,907    |
| 18º | Atlas               | 86 | 22      | 34      | 20      | 76  | 0,884    |

|  | Desafiliado por una temporada. |